# Константин II Асен
Константѝн II Асѐн, известен и като Константин Срацимир, е единственият син на цар Иван Срацимир и царица Анна, дъщеря на влашкия княз Никола I Александър. Не е известно дали получава царска титла и традиционно се приема, че не е управлявал Видинското царство, което вероятно е било превзето от османците още при царуването на баща му. Има две сестри, едната от които, Доротея, става съпруга на Твърдко I Котроманич и първа кралица на Босна. По бащина линия Константин принадлежи на българската царска династия Шишман. Негов дядо е цар Йоан Александър. По линия на майка си принадлежи към влашката владетлеска династия Басараб Негови чичовци са Йоан Радул I и Йоан Владислав I, а Мирчо Стари е негов първи братовчед.

## Живот
През 1365 г., след като унгарският крал Людовик превзема Видин, той изпраща цар Срацимир и цялото му семейство в хърватската крепост Хумник, където са държани в плен в продължение на четири години.  През 1369 г. Срацимир и Константин са освободени, но принцеса Доротея остава като придворна дама на унгарската кралица Елизабета Котроманич, която през 1374 г. я омъжва за братовчед си Твърдко I Котроманич.
Като престолонаследник Константин участва заедно с митрополит Йоасаф Бдински в мисия в 1394 г. до османците, завладели Търново. В резултат на тази мисия във Видин са пренесени мощите на три светици – Петка, Филотея и Теофана. По повод на същото това пребиваване на Константин в превзетия Търновград в една немска хроника от края на XV век е отбелязано, че цар Иван Срацимир две години след падането на Търново „благоволи да проводи превъзлюбения си син Константин... заради необходими и големи царски дела в казания Търнов“.

### Царуване (1397 - 1422)
Събитията през 1396/1397 затрудняват управлението на Константин II Срацимир -  част от земите на Видинското царство са предадени на Стефан Лазаревич (Смедерево),  а самият Видин е опустошен. След битката при Ангора (1402 г.) влиянието на Константин II нараства и статутът му се покачва.През 1404 г. цар Константин заедно със сина на Иван Шишман Фружин и войводата Мирчо Стари започват настъпление срещу турците от Добруджа до Поморавието известно като въстание на Константин и Фружин. Според друга датировка началото на въстанието е в 1408 г. Според известията на Константин Костенечки срещу въстаналите българи настъпил с войски султан Сюлейман и превзел с бой крепостта Темско. Предполага се, че това е станало към 1409 – 1410 г. През 1413 г. османците предприемат поредния поход предвождани от Муса Кесиджия, а Константин II е прогонен в Кралство Унгария, но същата година султан Мехмед I побеждава Муса Кесиджия.
В периода между османските походи срещу Влашко (от 1417 г.) и последвалия го през пролетта на 1422 г., Константин II е окончателно прогонен в Унгария. Към 1420 г. за Константин II се споменава, че пребивава в Унгария и при Стефан Лазаревич без да се уточнява кога и за какъв период от време. Константин II Асен умира на 17 септември 1422 г. в Белград. Най-вероятно е погребан в църквата „Света Петка“ в Белград.
Има съвременни исторически трактовки, които сочат, че Видинското царство продължава да съществува и след 1396 до 1417 година като васално на султана. Същевременно налице са и редица доказателствата за падането на Видин в османски ръце още през 1396 година което становище се подкрепя традиционно от българските историци.

## Извори и литература
- Павлов, Пл., „Цар Константин II Асен (1397 – 1422) – последният владетел на средновековна България“, 2006 г.
- Тютюнджиев, Ив. и Павлов, Пл., „Българската държава и османската експанзия 1369 – 1422“, Велико Търново, 1992
- Аризанова, С. Пренасянето на мощите на св. Петка от Видин в Сърбия – избор или предопределение. – История, 2008, кн. 1, 22 – 30
- Константин Костенечки. Съчинения. Изданието е подготвено от Анна-Мария Тотоманова. София, 1993
- Григорий Цамблак. Избрани съчинения. Съст. Донка Петканова. С., 2010
- Матанов, Хр. Залезът на Средновековна България. София, 2016
- Гюзелев, В. Венециански документи за история на България и българите 12 – 15 в. София, 200
- Петър Николов-Зиков. Династията на Срацимировци. Властови доктрини и политически модели в Югоизточна Европа през XIV век. С., 2012
- Петър Николов-Зиков. Истинската история на Видинското княжество, 2014
- Петър Николов-Зиков. Домът на Шишман, 2021
- Чипровските родове
- Йорданка Гешева. Фамилия графове Пеячевич между легендите и реалността (втората половина ХVІІ – ХХ век). Историко-генеалогично изследване. Издателска къща DioMira, 2012, 342 с., ил., табл.
- Берлиев, Петър. Монетосеченето на цар Константин ІІ Срацимир (1397 – 1422 г.)